# Sten Pettersson
Sten Pettersson (Suecia, 11 de septiembre de 1902-1 de junio de 1982) fue un atleta sueco, especialista en la prueba de 110 m vallas en la que llegó a ser medallista de bronce olímpico en 1924.

## Carrera deportiva
En los JJ. OO. de París 1924 ganó la medalla de bronce en los 110 m vallas, con un tiempo de 15.4 segundos, llegando a meta tras el estadounidense Daniel Kinsey (oro con 15.0 s) y el sudafricano Sidney Atkinson (plata).